# DAK (atletiekvereniging)
DAK is een atletiek- en wandelvereniging uit Drunen, gemeente Heusden.

## Historie
Het initiatief tot oprichting van de atletiekvereniging ging uit van de gemeente Drunen. De oprichtingsvergadering vond plaats op 24 mei 1968 in café-restaurant Royal. Tot 1972 heeft DAK getraind rond een van de voetbalvelden van RKDVC. Een baan van goed driehonderd meter werd rondom een voetbalveld uitgezet en een hoogspring- en verspringbak werden geïmproviseerd. In 1972 kreeg DAK een eigen accommodatie aan de Prins Hendrikstraat, met een 400m grasbaan. Later werden daar ook eigen gebouwen gerealiseerd. De realisatie van een volwaardige kunststofatletiekbaan op Sportpark de Schroef volgde in 2002.

## Organisatie
DAK telde eind 2017 circa 500 atletiekleden. De club is aangesloten bij de Atletiekunie en ligt in atletiekregio 13, Midden-Brabant. Daarnaast heeft de wandelafdeling circa 100 leden. De wandelaars zijn tevens lid van de sportbond KNBLO-NL.

## Accommodatie
De accommodatie van DAK is gevestigd op Sportpark de Schroef in Drunen. De club beschikt over de faciliteiten om alle atletiekonderdelen uit te oefenen.

## Bekende (oud-)atleten
- Patrick van Balkom
- Mieke Pullen
- Wil van der Lee[4]

## Drunense Duinenloop
De Drunense Duinenloop wordt door DAK georganiseerd in het Nationaal Park De Loonse en Drunense Duinen. Dit park is eigendom van de Vereniging Natuurmonumenten. Deze vereniging is dan ook een goed doel dat standaard aan deze loop gekoppeld is.
De Drunense Duinenloop is een grote recreatieve wedstrijd over verschillende afstanden met gemiddeld ongeveer 2.600 deelnemers. Daarnaast is het een van de grotere wedstrijden op de halve marathon. De loop heeft een gecertificeerd parcours voor de 10 km en de halve marathon.
De Drunense Duinenloop van 2018 werd bij de mannen gewonnen door Colin Bekers, en bij de vrouwen door Ingrid Versteegh. In 2019 won bij de mannen Rick Hartogs, en bij de vrouwen weer Ingrid Versteegh. De Drunense Duinenloop van 15 maart 2020 werd afgelast vanwege de COVID-19 crisis.